# 小行星7895
小行星7895（英語：7895 Kaseda）是一颗围绕太阳公转的小行星。1995年2月22日，F. Uto在橿原市发现了此天体。
这颗小行星的绝对星等为37.73723等。